# Anna Zofia Krygowska
Anna Zofia Krygowska (Lviv, 19 de setembro de 1904 – 16 de maio de 1988) foi uma matemática polonesa, conhecida por seu trabalho sobre educação matemática.
Krygowska nasceu em Lviv, na época capital da Polônia Austríaca. Cresceu em Zakopane e foi estudar na Universidade Jaguelônica em Cracóvia, onde obteve a graduação em matemática em 1927. De 1927 a 1950 lecionou matemática em escolas primárias e secundáarias na Polônia. Obteve um doutorado em 1950 na Universidade Jaguelônica, orientada por Tadeusz Ważewski, e pertenceu à faculdade da Universidade Pedagogica de Cracóvia. Aposentou-se em 1974.